# Каштон (Висконсин)
Каштон (енгл. Cashton) град је у америчкој савезној држави Висконсин.

## Демографија
По попису из 2010. године број становника је 1.102, што је 97 (9,7%) становника више него 2000. године.
| Група             | 2000.       | 2010.         |
| Белци             | 983 (97,8%) | 1.036 (94,0%) |
| Афроамериканци    | 1 (0,1%)    | 10 (0,9%)     |
| Азијати           | 0 (0,0%)    | 0 (0,0%)      |
| Хиспаноамериканци | 16 (1,6%)   | 48 (4,4%)     |
| Укупно            | 1.005       | 1.102         |